# São Raimundo do Doca Bezerra
São Raimundo do Doca Bezerra é um município brasileiro do estado do Maranhão. Sua população estimada em 2022 era de 5.650 habitantes. Localiza-se no Centro do estado, na região do Médio Mearim.

## Geografia
A área do município de São Raimundo do Doca Bezerra é de 419,550 quilômetros quadrados, o que o coloca na posição 181 dentre os 217 municípios do estado do Maranhão.
Demografia
De acordo com o Censo Demográfico de 2022, a população de São Raimundo do Doca Bezerra era de 5.650 habitantes e a densidade demográfica era de 13,47 habitante por quilômetro quadrado. Comparando-se com outros municípios do estado do Maranhão, ficava nas posições 206 e 150 de 217. Já estimativa de crescimento para o ano de 2024 era de 5.767 habitantes.
Educação
Em 2010, a taxa de escolarização de 6 a 14 anos de idade do município de São Raimundo do Doca Bezerra era de 97,8 %. Comparando-se com outros municípios do estado do Maranhão, ficava na posição 41 de 217. Já o Índice de Desenvolvimento da Educação Básica (IDEB), no ano de 2023, para os anos iniciais do ensino fundamental na rede pública era 4,2, e para os anos finais, 4,0.
| Taxa de escolarização de 6 a 14 anos de idade [2010]             | 97,8 %         |
| IDEB – Anos iniciais do ensino fundamental (Rede pública) [2023] | 4,2            |
| IDEB – Anos finais do ensino fundamental (Rede pública) [2023]   | 4,0            |
| Matrículas no ensino fundamental [2023]                          | 872 matrículas |
| Matrículas no ensino médio [2023]                                | 270 matrículas |
| Docentes no ensino fundamental [2023]                            | 105 docentes   |
| Docentes no ensino médio [2023]                                  | 23 docentes    |
| Número de estabelecimentos de ensino fundamental [2023]          | 12 escolas     |
| Número de estabelecimentos de ensino médio [2023]                | 3 escolas      |

Fonte: IBGE

## Economia
Em 2021, o Produto Interno Bruto (PIB) per capita de São Raimundo do Doca Bezerra foi de R$ 8.744,58, valor que colocava o município na 123 posição entre os 217 do estado do Maranhão. Já em 2023, as receitas oriundas de fontes externas representavam 95,42 % do total arrecadado pelo município, o que o posicionava em 65 lugar no ranking estadual.
| PIB per capita [2021]                                                                           | 8.744,58 R$      |
| Índice de Desenvolvimento Humano Municipal (IDHM) [2010]                                        | 0,516            |
| Total de receitas brutas realizadas [2023]                                                      | 34.150.879,71 R$ |
| Transferências correntes (Percentual em relação às receitas correntes brutas realizadas) [2023] | 95,42 %          |
| Total de despesas brutas empenhadas [2023]                                                      | 35.747.991,98 R$ |

Fonte: IBGE
| Salário médio mensal dos trabalhadores formais [2022]                                             | 1,7 salários mínimos |
| Pessoal ocupado [2022]                                                                            | 500 pessoas          |
| População ocupada [2022]                                                                          | 8,85 %               |
| Percentual da população com rendimento nominal mensal per capita de até 1/2 salário mínimo [2010] | 58,4 %               |

Fonte: IBGE